# Kościół św. Patryka w Warszawie
Kościół św. Patryka w Warszawie – kościół rzymskokatolicki znajdujący się przy ulicy Rechniewskiego 14 w Warszawie, na osiedlu Gocław-Lotnisko.

## Historia
25 czerwca 1988 roku ksiądz Wojciech Zdziebłowski został wikariuszem w parafii św. Apostołów Jana i Pawła. Jego głównym zadaniem oraz wyznaczonym celem była budowa oraz stworzenie nowej parafii na terenie osiedla Gocław-Lotnisko. Już niecałe dwa lata później, 8 marca 1990 roku, postawiono krzyż na nowym placu kościelnym. Miesiąc później, podczas Niedzieli Palmowej, sufragan archidiecezji warszawskiej bp Marian Duś dokonał poświęcenia krzyża, placu oraz altanki ogrodowej, która wówczas służyła wiernym jako kaplica. 29 września 1990 roku kardynał Józef Glemp dokonał poświęcenia, nowej, drewnianej kaplicy, którą parafia dostała w darze od księży pallotynów z Ożarowa Mazowieckiego. 
2 lutego 1991 roku został wydany dekret erygujący parafię. W maju tego samego roku rozpoczęto budowę plebanii oraz porządkowanie terenu pod fundamenty nowego kościoła. Zamknięcie stanu surowego nowej świątyni oraz jej zadaszenia nastąpiło późną jesienią 1998 roku. 16 kwietnia 2000 roku, podczas uroczystości Niedzieli Palmowej, odbyło się uroczyste wejście do nowego kościoła. Konsekracja kościoła miała miejsce 29 czerwca 2002 r.